# نويي-سور-سين

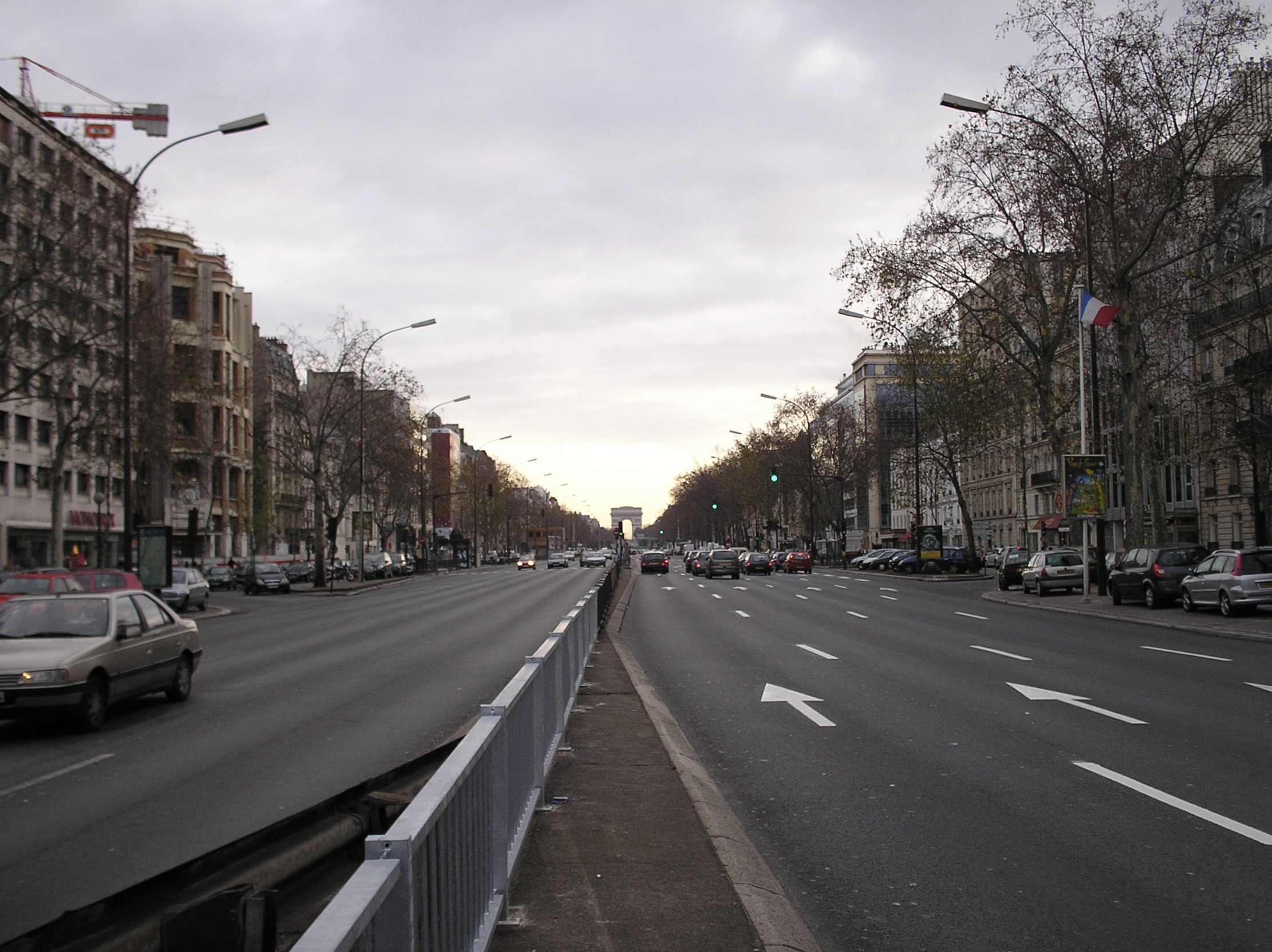
منظر للبلدية

نويي سور سين (بالفرنسية: Neuilly-sur-Seine)‏ هي بلدية فرنسية في إقليم هوت دو سين (مرتفعات السين) في منطقة إيل دي فرانس، تقع على حدود مدينة باريس على الضفة اليمنى لنهر السين. بلغ عدد سكانها 61.500 نسمة (إحصائيات 2005). تُعتبر نويي سور سين مكان إقامة عدد من المشاهير الفرنسيين خاصة المحامين وكبار رجال الأعمال وشخصيات بارزة في السينما والتلفزيون، وموسيقيين.
كان رئيس فرنسا السابق نيكولا ساركوزي رئيس بلدية نويي سور سان منذ عام 1983 إلى غاية 2002.

## توأمة
لنويي-سور-سين اتفاقيات توأمة مع كل من:
- وندسور و ميدينهيد [الإنجليزية]‏
- هاناو
- أوكَل

## شخصيات

### أبناء وبنات المدينة
- نتالي لوازو 1964 سياسية فرنسية
- جان بيرتن (1917-1975)، مهندس وتقني طيران.
- كلود براسور (1936)، ممثل فرنسي.
- لمبارت ويلسون (1958)، ممثل فرنسي.
- جان بول بلموندو (1933)، ممثل فرنسي.
- كارول بوكيه (1957)، ممثلة فرنسية.
- فاليري كابريسكي (1962)، ممثلة فرنسية.
- روجه مارتين دو غار (1881-1958) كاتب فرنسي.
- أندري فلوري (1903-1995)، ملحن وعازف بيانو فرنسي.
- كارولين لوب (1955)، مغنية وممثلة ومخرجة مسرح فرنسية.
- لورين مازل (1930)، قائد أوركسترا أمريكي.
- كريس ماركر (1921)، مصور ومخرج سينمائي فرنسي.
- نيكي دو سان فال (1930-2002)، رسامة ونحاتة فرنسية.
- سيدريك بيولين (1969)، لاعب تنس فرنسي.
- فيليب سارد (1945)، ملحن فرنسي.
- بيتينا ريميس (1952)، مصورة فرنسية.
- جورج غاشوت (1962)، مخرج أفلام وثائقية فرنسي، سويسري.
- دومينيك ستراوس كان (1949)، سياسي فرنسي.

وقد وقعت هنك معاهدة تايي